# Eduard Aunós Pérez
Eduardo Aunós Pérez (Lleida, 1894 - Lausana, 1967) va ser un advocat, assagista i sobretot un polític català, destacat per haver estat ministre durant la dictadura franquista i un dels impulsors de la Causa General.

## Biografia
Fill del polític d'origen aranès Eduard Aunós i Cau i de Jovita Pérez i Navarro, va estudiar Dret a la Universitat Central de Madrid i va militar de ben jove a la Lliga Regionalista. Es va casar amb Dolores de Juan i en el moment de la seva defunció estava casat amb Maria Antonia Morales Giraldo.
En fou escollit diputat a Corts per la Seu d'Urgell a les eleccions generals espanyoles de 1916. També va ser secretari de Francesc Cambó en el Ministeri de Foment el 1918.
Es va allunyar de la Lliga i durant la dictadura de Primo de Rivera va ser Ministre de Treball, Comerç i Indústria (1925-1930). Admirador del règim feixista italià va tractar d'imitar el seu sistema corporatiu amb la creació d'un Codi de Treball (1926) i l'Organització Corporativa Nacional (1928). Després de la caiguda de Miguel Primo de Rivera, va tractar de formar un Partit Laborista a semblança del Partit Feixista italià, però li van mancar suports.
Després de la proclamació de la República el 1931 es va exiliar a París i amb l'esclat de la Guerra Civil prengué partit pel bàndol colpista. Des de l'exili va col·laborar amb la revista Acción Española, incorporant-se a Renovación Española. En 1937 va ingressar a FE de las JONS com a cap del partit a França; i després de la unificació va ser membre de la Junta Política de FET y de las JONS. Després de ser ambaixador a Bèlgica (1939-1940) i Argentina (1942-1943), fou nomenat Ministre de Justícia de la dictadura franquista entre 1943 i 1945, i impulsor de la Causa General. Després també va ser el president del Tribunal de Cuentas de Madrid.

## Leridanismo
Va ser un dels impulsors del leridanismo, un moviment que promovia una visió romàntica i idealitzada de la ciutat, i defensava la província de Lleida com a concepte identitari (relativitzant la seva catalanitat) i exaltava alguns elements del folklore local. El moviment s'organitzava al voltant de l'associació el "Caliu Ilerdenc", un elitista club gastronòmic i literari de la capital ilerdenca al qual se li atribuí la capacitat de decidir qui ocupava els càrrecs públics més rellevants de la província (entre ells l'alcaldia de la capital o la presidència de la diputació).

## Imputació en la causa contra el franquisme
Va ser un dels trenta-cinc alts càrrecs del franquisme imputat per l'Audiència Nacional d'Espanya en el sumari instruït per Baltasar Garzón, pels delictes de detenció il·legal i crims contra la humanitat comesos durant la Guerra civil espanyola i en els primers anys del règim, i que no va ser processat en comprovar-se la seva defunció. Baltasar Garzón va ser imputat per prevaricació per aquest procediment en considerar el Tribunal Suprem que, sense entrar en el fons de l'assumpte (l'acusació als líders franquistes), no hi tenia competències.

## Obres
- Problemas de España (1928)
- Estudios de Derecho Corporativo (1929)
- Itinerario de la España Contemporánea (1941)
- Biografía de Venecia (1948)
- Discurso de la vida. Autobiografía (1951)
- Los viñadores de la última hora (1952)
- Guía de París para españoles (1955)